# Gelotofobie
Gelotofobie (în limba greacă gelos (γέλως) - "râs" și phobos (φόβος) - "frică") este un termen care descrie persoanele cărora le este frică că se râde de ele. Deși multora nu le place să se râdă de ei, există o categorie de persoane cărora le este extrem de frică. Fără motive evidente, ei asociază râsul pe care îl aud (într-un restaurant, de exemplu) cu propria persoană, și se simt stânjeniți. 
Din 2008, acest fenomen a atras atenția cercetătorilor din domeniile psihologiei, sociologiei și psihiatriei, fiind intens studiat.
În cercetările sale clinice, Dr. Michael Titze⁠(de)[traduceți] a observat că unii dintre pacienții săi par să fie mai ales îngrijorați că se râde de ei. Ei au tendința să examineze mediul înconjurător, căutând semnele răsului și ale ridicolului. Mai mult, ei declară că au impresia că sunt ridicoli. 
În plus, Titze a observat un model de mișcare specifică atunci când ei cred că se râde de ei – mișcări ciudate, dizarticulate, asemănătoare celor ale păpușilor de lemn. Dr. Titze a descris această stare ca “sindromul Pinocchio”. 
Alte două comportamente corelate cu râsul sunt gelotofilia – plăcerea de a se râde de tine și katagelasticismul – plăcerea de a râde de alții.

## Cauzele și consecințele gelotofobiei
Din observațiile clinice s-a conturat un model  al cauzelor și consecințelor gelotofobiei, astfel încât această tulburare poate fi studiată științific. Modelul susține că gelotofobia poate avea una din următoarele cauze, în diverse stadii de dezvoltare.
Presupusele cauze ale gelotofobiei:
- În copilăria mică: dezvoltarea sentimentului de rușine împiedică conexiunile interpersonale conducând la eșecul interacțiunilor copilului cu familia.
- În copilărie și tinerețe: experiențele traumatice repetate de a nu fi luat în serios, adică de a fi luat în râs/ridiculizat adică bullying.
- La maturitate: experiențe traumatice intense de a fi luat în râs sau ridiculizat, de exemplu bullying.

Consecințele gelotofobiei:
- Izolare socială pentru a evita ridiculizarea.
- Înfățișarea de “rece ca gheața” / fără urmă de umor.
- Tulburări psihosomatice, de ex. roșeață, dureri de cap, tremurat, amețeală, tulburări de somn.
- “Sindromul Pinocchio”, rigiditate, facies agelotic, “păpușă de lemn”.
- Lipsa vioiciunii, a spontaneității, a bucuriei.
- Umorul/râsul nu constituie experiențe sociale relaxante și aducătoare de bucurie.

## Concepții și comportamente gelotofobice
Iată o listă de comportamente gelotofobice care indică dacă o persoană este gelotofobică:
- Evitarea situațiilor sociale pentru a evita să fie luat în râs sau ridiculizat.
- Îngrijorarea că ceilalți cred că persoana nu comunică cu ei într-un mod cald, prietenos, sau o considera lipsită de umor.
- Dificultatea în a găsi ce să spună celorlalți într-un mod natural.
- Stimă de sine scăzută datorită sentimentului de incompetență în situații sociale.
- Când ceilalți vorbesc și râd, persoana simte corpul încordat, ceea ce face ca mișcările să pară dizariculate și rigide în loc să fie relaxate și naturale.
- Sentimentul că nu sunt persoane pline de viață, spontane, și că nu au multe momente de bucurie în viața zilnică.
- Îngrijorarea că arată ridicoli pentru ceilalți.

Oricine răspunde DA la cel puțin jumătate din aceste afirmații poate fi gelotofobic. Râsul fiind o parte integrantă a procesului de comunicare și a formării și menținerii relațiilor, este natural să vedem cum interacțiunile sociale ale celor cu tendințe gelotofobice vor avea de suferit. 
De obicei râsul este contagios și conduce la emoții pozitive, totuși nimănui nu îi place să se râdă de el. Majoritatea nu agreează să se râdă de ei, mai mult sau mai puțin, și gelotofobia poate varia de la a nu avea nici o frică până la gelotofobia extremă. Un test simplu este disponibil pe gelotophobia.org, oricine putând determina în ce categorie se situează. Voluntarii pot participa la studii cu scopul de a ajuta comunitatea științifică să înțeleagă fenomenul în profunzime.

## Evaluarea gelotofobiei
Există un chestionar cu 15 întrebări (GELOPH<15>) pentru evaluarea subiectivă a gelotofobiei. Acest chestionar a fost utilizat pentru a arăta că gelotofobia există, cu variații de intensitate, la întreaga populație. A fost găsită pe toate continentele și până acum s-au recoltat eșantioane din 72 de țări iar GELOPH<15> a fost tradus în mai mult de 42 de limbi. Proporția populației evaluată cu gelotofobie variază de la o țară la alta.
Cercetările în domeniul gelotofobiei folosind chestionarele GELOPH arată că, empiric, această tulburare există nu numai la cei care vin în terapie din cauza problemelor legate de frica de a fi ridiculizați. În primele studii, gelotofobii au fost separați de alte categorii cu probleme de rușine, de nevrozele necorelate cu rușinea, și de populația normală. În principal, aceasta înseamnă că deși gelotofobia prezintă similarități cu alte probleme, sunt mai multe aspecte ale ei care o fac să fie unică.

## Gelotofobia și emoțiile
Emoția predominantă legată de gelotofobie este frica. Există totuși o interacțiune distinctă între trei emoții dominante. Cele trei emoții sunt bucuria (aflată la nivele scăzute), frica și rușinea (aflate la nivele ridicate). Mai important, atunci când într-o săptămâna predomină bucuria, crește probabilitatea de apariție a gelotofobiei. Gelotofobii spun că nu își controlează emoțiile și că preiau mai ușor emoțiile negative ale celorlalți. Ei își maschează emoțiile și nu își exprimă trăirile cu ușurință.

## Percepția gelotofobică și personalitatea
Gelotofobii nu au abilitatea de a înțelege diferența dintre formele amuzante ale umorului (tachinarea, de exemplu) și formele răutacioase, cum este ridiculizarea. Aceasta înseamnă că, chiar dacă cineva încearcă să fie prietenos, un gelotofob se va simți îngrijorat și va interpreta interacțiunea în mod eronat ca fiind ridiculizare. Poate însemna și că persoanele se simt intimidate, când de fapt nu este așa.
Gelotofobii se regăsesc în modelele de personalitate PEN (Eysenck) și Big Five. Gelotofobia este strâns corelată cu introversia și nevroza, având scoruri mari și în testele de psihoză. Evaluarea dimensională a patologiei personalității, un instrument pentru tulburările de personalitate din DSM, a arătat că cei cărora le este frică că se râde de ei tind să fie evitanți social, au probleme de identitate și sunt supuși. Retragerea socială și suspiciunea sunt predictorii gelotofobiei.

## Abilități, inteligență și disponibilitatea spre umor
Numeroase teste arată că gelotofobii adesea își subestimează potențialul și realizările. Gelotofobii tind să se vadă mai puțin valoroși decât îi consideră cei care îi cunosc. La fel, într-un studiu de inteligență, gelotofobii și-au subevaluat performanța intelectuală cu 6 puncte IQ. Gelotofobii au o abordare diferită a râsului. Râsul nu le ridică moralul și nu îi face mai veseli. Ei înșiși se caracterizează ca fiind lipsiți de umor, dar testele arată că nu sunt diferiți de ceilalți în ceea ce privește remarcile spirituale și umorul.